# 瑪麗-維克圖瓦·德·諾瓦耶
瑪麗-維克圖瓦·德·諾瓦耶（法語：Marie-Victoire de Noailles，1688年5月6日—1766年9月30日），土魯斯伯爵夫人，諾瓦耶公爵安納·朱爾的女兒。

## 家庭
1707年，瑪麗-維克圖瓦與路易·德·帕爾達揚·德·貢德蘭結婚，兩人共有兩個兒子：
1. 路易（英语：Louis de Pardaillan de Gondrin (1707–1743)）（1707年—1743年）
2. 安托萬（1709年—1741年）

路易·德·帕爾達揚·德·貢德蘭於1712年去世。1723年，瑪麗-維克圖瓦與路易十四的私生子路易-亞歷山大結婚，兩人的獨子路易-让-马里於1725年出生。